# Куффати, Якобо
Якобо Сальвадор Куффати Агостини (исп. Jacobo Salvador Kouffati Agostini; родился 30 июня 1993 года в Матурине, Венесуэла) — венесуэльский футболист, нападающий клуба «Мильонариос» и сборной Венесуэлы.

## Клубная карьера
Куффати начал профессиональную карьеру в клубе «Монагас» из своего родного города. 8 августа 2010 года в матче против «Каракаса» он дебютировал в венесуэльской Примере. 11 ноября 2012 года в поединке против «Депортиво Ансоатеги» Якобо забил свой первый гол за «Монагас». Летом 2013 года Куффати перешёл в «Трухильянос». 18 августа в матче против «Сулии» он дебютировал за новую команду. 24 ноября в поединке против «Атлетико Эль-Вихия» Якобо забил свой первый гол за «Трухильянос». В начале 2014 года он потерял место в основе и принял участие всего в одной игре за полгода.
Летом 2014 года Куффати присоединился к «Петаре». 24 августа в матче против «Депортиво Ансоатеги» он дебютировал за новую команду. 12 октября в поединке против «Льянерос» Якобо забил свой первый гол за Петаре.
Летом 2015 года Куффати перешёл в «Депортиво Лара». 12 июля в матче против «Арагуа» он дебютировал за новый клуб. В этом же поединке Якобо забил свой первый гол за «Депортиво Лара». В начале 2016 года Куффати перешёл в эквадорский «Депортиво Куэнка». 18 февраля в матче против «Дельфина» он дебютировал в эквадорской Серии A. В этом же поединке Якобо отметился своим первым голом за «Депортиво Куэнка». В начале 2017 года Куффати перешёл в колумбийский «Мильонариос». 12 февраля в матче против «Атлетико Букараманга» он дебютировал в Кубке Мустанга. В этом же поединке Якобо забил свой первый гол за «Мильонариос». В том же году он стал чемпионом Колумбии.

## Международная карьера
25 мая 2016 года товарищеском матче против сборной Панамы Куффати дебютировал за сборную Венесуэлы. 11 ноября в отборочном поединке чемпионата мира 2018 против сборной Боливии Якобо забил свой первый гол за национальную команду.

### Голы за сборную Венесуэлы
| #   | Дата           | Место                                      | Противник | Счёт | Результат | Соревнование                     |
| --- | -------------- | ------------------------------------------ | --------- | ---- | --------- | -------------------------------- |
| 01. | 11 ноября 2016 | Монументаль де Матурин, Матурин, Венесуэла | Боливия   | 1:0  | 5:0       | Чемпионат мира 2018 квалификация |

## Достижения
Командные
 «Мильонариос»
- Чемпионат Колумбии по футболу — Финалисасьон 2017